# Jyväskylän ammattikorkeakoulu
Jyväskylän ammattikorkeakoulu – niepubliczna szkoła wyższa z siedzibą w Jyväskyli (Finlandia). Studiuje w niej około 8000 studentów. Główny kampus znajduje się przy ulicy Rajakatu 35.

## Wydziały
- School of Business
- School of Technology
- School of Health and Social Care
- Teacher Education College

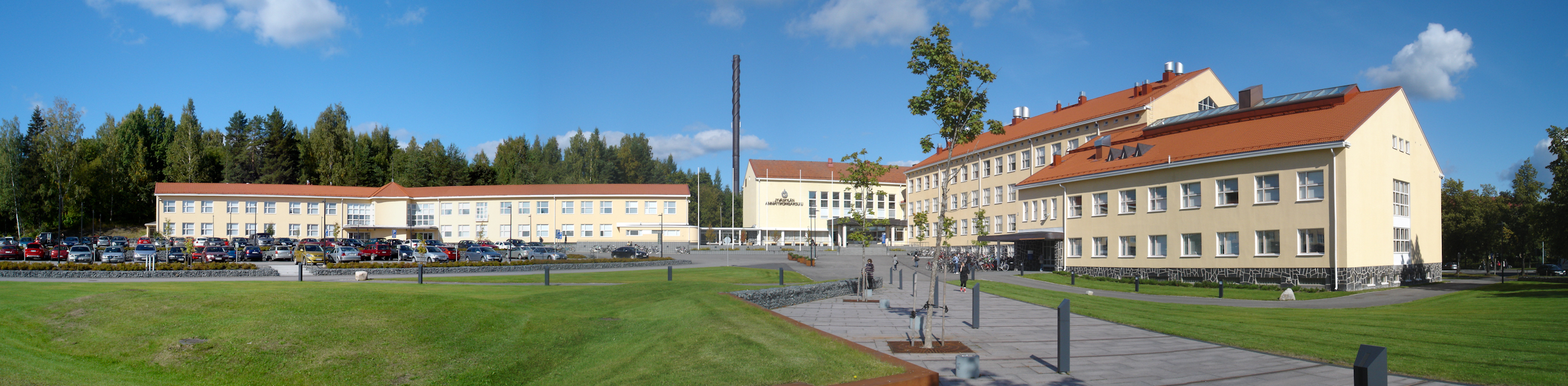
Panorama